# Межева
Межева́ (рос. Межевая) — присілок у складі Красноуфімського міського округу (Натальїнськ) Свердловської області.
Населення — 34 особи (2010, 10 у 2002).
Національний склад станом на 2002 рік: росіяни — 90 %.